# Polinomi di Hermite
In matematica e fisica, i polinomi di Hermite sono una sequenza polinomiale usata in probabilità, nello specifico nelle serie di Edgeworth, in combinatoria ed in meccanica quantistica, in particolare nel calcolo degli autostati dell'oscillatore armonico quantistico.

## Definizione
Per ogni numero naturale {\displaystyle n} si definiscono i polinomi di Hermite. Esistono due differenti polinomi di Hermite: il "polinomio di Hermite probabilistico"
{\displaystyle (1)\ \ {\mathit {He}}_{n}(x)=(-1)^{n}e^{\frac {x^{2}}{2}}{\frac {d^{n}}{dx^{n}}}e^{-{\frac {x^{2}}{2}}},}
e il "polinomio di Hermite fisico"
{\displaystyle (2)\ \ H_{n}(x)=(-1)^{n}e^{x^{2}}{\frac {d^{n}}{dx^{n}}}e^{-x^{2}}=e^{\frac {x^{2}}{2}}{\bigg (}x-{\frac {d}{dx}}{\bigg )}^{n}e^{-{\frac {x^{2}}{2}}}.}
Le due definizioni non sono equivalenti, ma da una si riesce a ricavare l'altra
{\displaystyle H_{n}(x)=2^{\frac {n}{2}}{\mathit {He}}_{n}({\sqrt {2}}x),\qquad {\mathit {He}}_{n}(x)=2^{-{\frac {n}{2}}}H_{n}\left({\frac {x}{\sqrt {2}}}\right).}
I polinomi di Hermite vengono così chiamati in onore del matematico francese Charles Hermite. Dalle regole di derivazione si vede che per ogni {\displaystyle n} si ha un polinomio di grado {\displaystyle n}. Inoltre dato che si ha una funzione prodotto di una funzione pari per una ottenuta applicando {\displaystyle n} volte un operatore che cambia la parità ad un'altra funzione pari, si ha che ogni polinomio ha la parità del suo grado:
{\displaystyle H_{n}(-x)=(-1)^{n}H_{n}(x).}
La precedente definizione è quella preferita nell'ambito del calcolo delle probabilità, in quanto collegata nel modo più semplice alla funzione
{\displaystyle {\frac {1}{\sqrt {2\pi }}}e^{-{\frac {x^{2}}{2}}},}
che è la funzione di densità di probabilità per una distribuzione normale con valore atteso {\displaystyle 0} e deviazione standard {\displaystyle 1}. In fisica si preferisce utilizzare la seguente definizione
{\displaystyle H_{n}(x):=(-1)^{n}e^{x^{2}}{\frac {d^{n}}{dx^{n}}}e^{-x^{2}},}
che fornisce distribuzioni con diverse varianze (v.o.): esse sono più pratiche, in particolare, per lo studio delle funzioni d'onda dell'oscillatore armonico quantistico. Si trova che
{\displaystyle H_{n}(x)={\sqrt {2^{n}}}He_{n}({\sqrt {2}}x).}

Polinomi di Hermite (probabilistici)

Polinomi di Hermite (fisici)

I primi polinomi di Hermite (probabilistici) sono:
{\displaystyle {\mathit {He}}_{0}(x)=1,}
{\displaystyle {\mathit {He}}_{1}(x)=x,}
{\displaystyle {\mathit {He}}_{2}(x)=x^{2}-1,}
{\displaystyle {\mathit {He}}_{3}(x)=x^{3}-3x,}
{\displaystyle {\mathit {He}}_{4}(x)=x^{4}-6x^{2}+3,}
{\displaystyle {\mathit {He}}_{5}(x)=x^{5}-10x^{3}+15x,}
{\displaystyle {\mathit {He}}_{6}(x)=x^{6}-15x^{4}+45x^{2}-15,}
{\displaystyle {\mathit {He}}_{7}(x)=x^{7}-21x^{5}+105x^{3}-105x,}
{\displaystyle {\mathit {He}}_{8}(x)=x^{8}-28x^{6}+210x^{4}-420x^{2}+105,}
{\displaystyle {\mathit {He}}_{9}(x)=x^{9}-36x^{7}+378x^{5}-1260x^{3}+945x,}
{\displaystyle {\mathit {He}}_{10}(x)=x^{10}-45x^{8}+630x^{6}-3150x^{4}+4725x^{2}-945.}
I primi polinomi di Hermite (fisici) sono:
{\displaystyle H_{0}(x)=1,}
{\displaystyle H_{1}(x)=2x,}
{\displaystyle H_{2}(x)=4x^{2}-2,}
{\displaystyle H_{3}(x)=8x^{3}-12x,}
{\displaystyle H_{4}(x)=16x^{4}-48x^{2}+12,}
{\displaystyle H_{5}(x)=32x^{5}-160x^{3}+120x,}
{\displaystyle H_{6}(x)=64x^{6}-480x^{4}+720x^{2}-120,}
{\displaystyle H_{7}(x)=128x^{7}-1344x^{5}+3360x^{3}-1680x,}
{\displaystyle H_{8}(x)=256x^{8}-3584x^{6}+13440x^{4}-13440x^{2}+1680,}
{\displaystyle H_{9}(x)=512x^{9}-9216x^{7}+48384x^{5}-80640x^{3}+30240x,}
{\displaystyle H_{10}(x)=1024x^{10}-23040x^{8}+161280x^{6}-403200x^{4}+302400x^{2}-30240.}

## Ortogonalità
I polinomi di Hermite costituiscono una successione di polinomi ortogonali sull'intera retta reale rispetto alla funzione peso
{\displaystyle e^{-x^{2}/2},}
cioè abbiamo
{\displaystyle \int _{-\infty }^{+\infty }H_{n}(x)H_{m}(x)e^{-x^{2}/2}\,dx=0{\text{ per }}n\neq m.}
Questo equivale a dire che essi sono ortogonali rispetto alla distribuzione normale di probabilità. Essa costituisce una base ortogonale dello spazio di Hilbert delle funzioni a valori complessi {\displaystyle f(x)} a quadrato sommabile sull'intera retta reale, funzioni che soddisfano la
{\displaystyle \int _{-\infty }^{+\infty }\left|f(x)\right|^{2}e^{-x^{2}/2}\,dx<+\infty .}
Per questo spazio il prodotto interno di due suoi vettori {\displaystyle f} e {\displaystyle g} è dato dall'integrale che comprende una funzione gaussiana
{\displaystyle \langle f,g\rangle =\int _{-\infty }^{+\infty }f(x){\overline {g(x)}}e^{-x^{2}/2}\,dx.}

## Uguaglianze varie
Il polinomio di Hermite (fisico) {\displaystyle n}-esimo soddisfa l'equazione differenziale di Hermite:
{\displaystyle H_{n}''(x)-2xH_{n}'(x)+2nH_{n}(x)=0.}
Mentre il polinomio di Hermite (probabilistico) {\displaystyle n}-esimo soddisfa l'equazione differenziale di Hermite:
{\displaystyle H_{n}''(x)-xH_{n}'(x)+nH_{n}(x)=0.}
La sequenza dei polinomi di Hermite (probabilistici) soddisfa anche la regola di ricorrenza
{\displaystyle H_{n+1}(x)=xH_{n}(x)-H_{n}'(x).}
I polinomi di Hermite costituiscono una sequenza di Appell, cioè, sono una sequenza polinomiale che soddisfa l'identità (polinomi "probabilistici")
{\displaystyle H_{n}'(x)=nH_{n-1}(x),}
o equivalentemente,
{\displaystyle H_{n}(x+y)=\sum _{k=0}^{n}{n \choose k}x^{k}H_{n-k}(y),}
l'equivalenza di queste ultime due identità non è ovvia, ma la dimostrazione è un esercizio di routine.
Per la definizione in fisica l'identità soddisfatta è la seguente
{\displaystyle H_{n}'(x)=2nH_{n-1}(x).}
I polinomi di Hermite, inoltre, soddisfano l'identità
{\displaystyle H_{n}(x)=e^{-{\frac {D^{2}}{2}}}x^{n},}
dove {\displaystyle D} rappresenta l'operatore di differenziazione rispetto a {\displaystyle x}, e l'operatore esponenziale è definito con lo sviluppo in serie di potenze dell'operatore {\displaystyle D}. Osserviamo che non si pongono questioni delicate di convergenza per queste serie quando operano su polinomi, in quanto solo un numero finito di potenze dell'operatore derivazione non si riduce all'operatore nullo. L'esistenza di qualche serie formale di potenze {\displaystyle g(D)} con coefficienti costanti non nulli, tale che si possa scrivere {\displaystyle H_{n}(x)=g(D)x^{n}}, è equivalente all'asserzione che questi polinomi formano una sequenza di Appell. Dal momento che costituiscono una sequenza di Appell, essi a fortiori formano una sequenza di Sheffer.
Se {\displaystyle X} è una variabile casuale relativa alla distribuzione normale con deviazione standard {\displaystyle 1} e valore atteso {\displaystyle \mu } ed {\displaystyle E} denota il valore atteso, allora
{\displaystyle E(H_{n}(X))=\mu ^{n}.}

## Varianza generalizzata
Mentre i polinomi di Hermite definiti sopra sono ortogonali rispetto alla distribuzione di probabilità normale standard
{\displaystyle (2\pi )^{-{\frac {1}{2}}}e^{-{\frac {x^{2}}{2}}}\,dx}
che ha valore atteso {\displaystyle 0} e varianza {\displaystyle 1}, può risultare utile servirsi di polinomi di Hermite
{\displaystyle H_{n}^{[\alpha ]}(x),}
relativi ad una varianza data da un qualsiasi reale positivo {\displaystyle \alpha }. Questi sono polinomi ortogonali rispetto alla distribuzione normale di probabilità
{\displaystyle (2\pi \alpha )^{-{\frac {1}{2}}}e^{-{\frac {x^{2}}{2\alpha }}}\,dx.}
Essi sono esprimibili come
{\displaystyle H_{n}^{[\alpha ]}(x)=e^{-{\frac {\alpha D^{2}}{2}}}x^{n}.}

## Caratterizzazione umbrale
Se si introducono i coefficienti delle potenze dalla variabile con la equazione
{\displaystyle H_{n}^{[\alpha ]}(x)=\sum _{k=0}^{n}h_{n,k}^{[\alpha ]}x^{k},}
la successione polinomiale il cui {\displaystyle n}-esimo termine è
{\displaystyle \left(H_{n}^{[\alpha ]}\circ H^{[\beta ]}\right)(x)=\sum _{k=0}^{n}h_{n,k}^{[\alpha ]}\,H_{k}^{[\beta ]}(x),}
è la composizione umbrale delle due successioni polinomiali; si può dimostrare che essa soddisfa le identità
{\displaystyle \left(H_{n}^{[\alpha ]}\circ H^{[\beta ]}\right)(x)=H_{n}^{[\alpha +\beta ]}(x),}
e
{\displaystyle H_{n}^{[\alpha +\beta ]}(x+y)=\sum _{k=0}^{n}{n \choose k}H_{k}^{[\alpha ]}(x)H_{n-k}^{[\beta ]}(y).}
L'ultima identità si può esprimere dicendo che questa famiglia parametrizzata di successioni di polinomi è una cross-sequence.

## Varianza negativa
Dal momento che le sequenze di polinomi formano un gruppo per l'operazione della composizione umbrale, si può definire con:
{\displaystyle H_{n}^{[-\alpha ]}(x),}
la sequenza che risulta l'inversa gruppale di quella denotata in modo simile ma senza il segno meno; questo consente di parlare di polinomi di Hermite con varianza negativa.
Per {\displaystyle \alpha >0}, i coefficienti di {\displaystyle H_{n}^{[-\alpha ]}(x)} sono esattamente i valori assoluti dei corrispondenti coefficienti di {\displaystyle H_{n}^{[\alpha ]}(x)}.
Questi costituiscono i momenti delle distribuzioni di probabilità normale: Il momento {\displaystyle n}-esimo della distribuzione normale con valore atteso {\displaystyle \mu } e varianza {\displaystyle \sigma ^{2}} è
{\displaystyle E(X^{n})=H_{n}^{[-\sigma ^{2}]}(\mu ),}
dove {\displaystyle X} è una variabile casuale con la distribuzione normale specificata. Dunque come caso speciale della identità di cross-sequence si ricava che
{\displaystyle \sum _{k=0}^{n}{n \choose k}H_{k}^{[\alpha ]}(x)H_{n-k}^{[-\alpha ]}(y)=H_{n}^{[0]}(x+y)=(x+y)^{n}.}

## Autofunzioni della trasformata di Fourier
Le funzioni
{\displaystyle e^{-{\frac {x^{2}}{2}}}H_{n}(x),}
si possono considerare autofunzioni della trasformata di Fourier, con autovalori {\displaystyle -i^{n}}.

## Interpretazione enumerativa dei coefficienti
Nel polinomio di Hermite {\displaystyle H_{n}(x)} di varianza {\displaystyle 1}, il valore assoluto del coefficiente di {\displaystyle x^{k}} è il numero delle partizioni (non ordinate) di un insieme di {\displaystyle n} elementi in {\displaystyle k} singoletti e {\displaystyle (n-k)/2} coppie non ordinate.

## Serie di Edgeworth
I polinomi di Hermite si incontrano anche nella teoria delle serie di Edgeworth.